# Mariona Caldentey
María Francesca Caldentey Oliver, közismert nevén Mariona Caldentey vagy egyszerűen Mariona (Felanitx, 1996. március 19. –) spanyol női válogatott labdarúgó, a Arsenal középpályása.

## Pályafutása

### Klubcsapatokban
A spanyol Collerense csapatában kezdett el futballozni. 2014 óta a Barcelona játékosa; a katalán csapattal négyszeres spanyol bajnok és kupagyőztes, valamint kétszeres UEFA Női Bajnokok Ligája-győztes (2021, 2023).

### A válogatottban
Többszörös spanyol utánpótlás-válogatott; tagja volt a 2013-as U17-es Európa-bajnokságon bronzérmes, a 2014-es U19-es Európa-bajnokságon ezüstérmes, valamint a 2016-os U20-as világbajnokságon negyeddöntős spanyol csapatoknak. A spanyol felnőtt válogatottban 2017-ben mutatkozott be. Eddig két Európa-bajnokságon (2017, 2022) és egy világbajnokságon (2019) vett részt Spanyolország színeiben. 

## Sikerei

### Klubcsapatokban
Spanyol bajnok (4):
- Barcelona (4): 2014–2015, 2019–2020, 2020–2021, 2021–2022

 Spanyol kupagyőztes (4):
- Barcelona (4): 2017, 2018, 2020, 2021

 Spanyol szuperkupa-győztes (2):
- Barcelona (2): 2020, 2022

 Copa Catalunya győztes (4):
- Barcelona (4): 2014, 2015, 2016, 2017

Bajnokok Ligája győztes (2):
- Barcelona (2): 2020–2021, 2022–2023

### A válogatottban
Spanyolország
- Algarve-kupa győztes: 2017
- SheBelieves-kupa ezüstérmes (1): 2020[3]